# Menrva (cratère)
Pour le personnage mythologique, voir Menrva.
Menrva est l'un des cinq cratères d'impact formellement identifiés à la surface de Titan, satellite naturel de Saturne.

## Géographie et géologie
Situé par 20,1° N et 87,2° W, Menrva se trouve dans une zone claire à l'extrémité occidentale de Fensal, au nord de Xanadu. Avec près de 400 km de diamètre, c'est le plus grand cratère d'impact identifié avec certitude sur Titan.
Il s'agit d'un cratère à anneau central et peut-être double rampart dont la circonférence extérieure atteint 450 km de diamètre. La texture des terrains constituant le fond de ce cratère, parsemé de blocs de 25 km de long, semble résulter d'une inondation.
Un réseau de canaux connu sous le nom d'Elivagar Flumina s'écoule de la crête du cratère dans un bassin versant.